# Justin Bonomo
Justin Bonomo (* 30. září 1985) je americký profesionální pokerový hráč a bývalý hráč ve hře Magic the Gathering. V online pokeru vystupuje pod přezdívkou ZeeJustin.
V roce 2005 se stal nejmladším pokerovým hráčem na televizním finálovém stole. V úvodním ročníku Evropské Pokerové Tour tehdy skončil čtvrtý ve French Open ve francouzském Deauville. V červenci 2018 zvítězil v turnaji Big One for One Drop WSOP a díky odměně 10 milionů dolarů překonal s celkovými 42 979 591 americkými dolary v turnajových výhrách dosavadní jedničku historického žebříčku turnajových výher Daniela Negreana. K 31. lednu 2019 dosáhly jeho celkové turnajové výhry 43 996 459 dolarů.

## World Series of Poker
Je držitelem tří zlatých náramků World Series of Poker (WSOP). První získal v roce 2014 v $1,500 No Limit Hold'em Six Handed, druhý v prestižním $10,000 Heads Up No Limit Hold'em Championship v roce 2018 a třetí ve zmiňovaném $1,000,000 No Limit Hold'em The Big One for One Drop.
Celkově tvoří odměny z WSOP téměř 14 milionů dolarů z celkových Bonomových výher (k 31. 1. 2019) .
| Rok  | Event                                                | Výhra       |
| ---- | ---------------------------------------------------- | ----------- |
| 2014 | $1,500 No Limit Hold'em Six Handed                   | $449,980    |
| 2018 | $10,000 Heads Up No Limit Hold'em Championship       | $185,965    |
| 2018 | $1,000,000 No Limit Hold'em The Big One for One Drop | $10,000,000 |